# Bobby Jones (golfista)
Robert Tire Jones Jr. (17 de març de 1902 - 18 de desembre de 1971) va ser un jugador de golf amateur estatunidenc que va ser una de les figures més influents de la història de l'esport; també era advocat de professió. Jones va fundar i va ajudar a dissenyar l'Augusta National Golf Club i va cofundar el torneig Masters. Les innovacions que va introduir al Masters han estat copiades per pràcticament tots els torneigs de golf professionals del món.
Jones va ser el golfista aficionat amb més èxit competint a nivell nacional i internacional. Durant el seu apogeu del 1923 al 1930, va dominar la competició amateur de primer nivell i va competir amb molt d'èxit contra els millors golfistes professionals del món. Jones solia guanyar a estrelles com Walter Hagen i Gene Sarazen, els millors professionals de l'època. Jones es va guanyar la vida principalment com a advocat i va competir al golf només com a aficionat, principalment a temps parcial, i va optar per retirar-se de la competició als 28 anys, tot i que després es va guanyar la vida dins el golf, com a instructor i dissenyador d'equipament.
En explicar la seva decisió de retirar-se, Jones va dir: "El [campionat de golf] és una com una gàbia. Primer s'espera que hi entris i després s'espera t'hi quedis. Però, per descomptat, ningú s'hi pot quedar". Jones és el més famós pel seu únic "Grand Slam", que va consistir en la seva victòria en els quatre principals tornejos de golf de la seva època (el campionat obert i amateur tant als Estats Units com al Regne Unit) en un sol any natural (1930). En total, Jones va jugar en 31 més grans, guanyant-ne 13 i situant-se entre els deu primers classificats en 27 ocasions.
Després de retirar-se del golf competitiu el 1930, Jones va fundar i va ajudar a dissenyar l'Augusta National Golf Club el 1933. També va ser cofundador del Torneig Masters, que organitza anualment el club des de 1934 (excepte el 1943–45, quan es va cancel·lar a causa de la Segona Guerra Mundial). El Masters es va convertir en un dels quatre principals campionats de golf. Jones va sortir de la jubilació el 1934 per jugar al Masters de manera expositiva fins al 1948. Jones va jugar la seva última ronda de golf al East Lake Golf Club, el seu camp d'origen a Atlanta, el 18 d'agost de 1948. Una imatge que recorda l'esdeveniment ara es troba a la casa club d'East Lake. Va deixar el golf definitivament per motius de salut.
Bobby Jones es confonia sovint amb el prolífic dissenyador de camps de golf, Robert Trent Jones, amb qui treballava de tant en tant. "La gent sempre els feia confondre, de manera que, quan es van conèixer, van decidir que cadascun s'anomenava quelcom diferent", va dir Robert Trent Jones Jr. Per evitar confusions, el jugador de golf es deia "Bobby" i el dissenyador de camps de golf "Trent".

## Biografia

### Primers anys

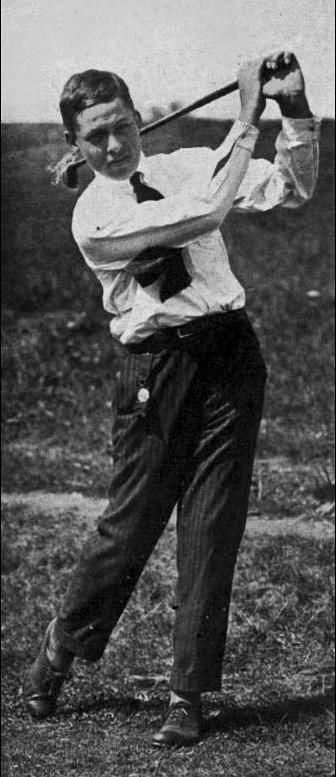
Jones, 14 anys

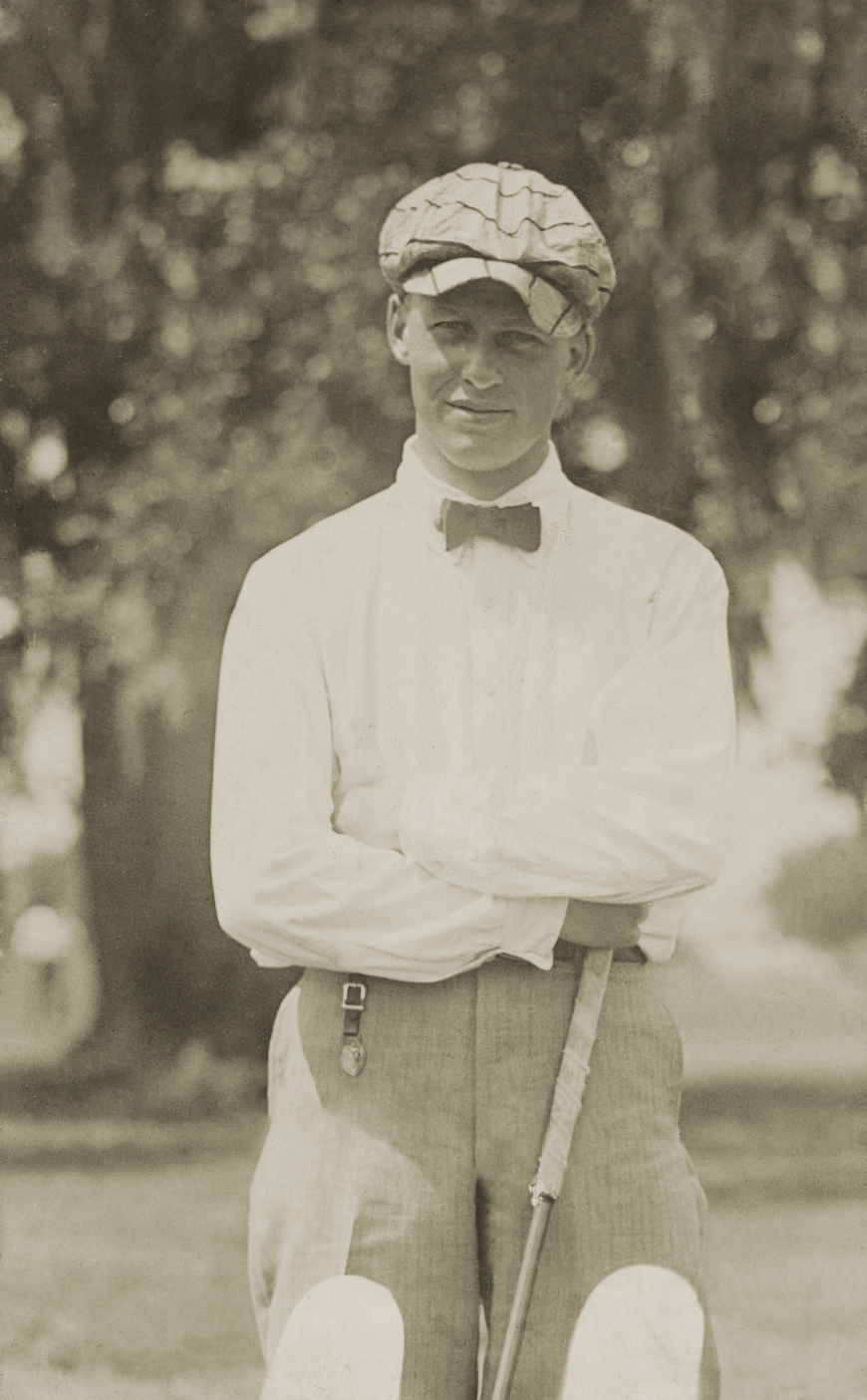
Jones al Southern Open de Nova Orleans, 1919

Jones va néixer el 17 de març de 1902 a Atlanta, Geòrgia. Va lluitar amb problemes de salut quan era jove i se li va prescriure golf per enfortir-lo. Encoratjat pel seu pare, el coronel Robert Purmedus Jones, un advocat d'Atlanta, Jones va estimar el golf des del principi. Es va convertir ràpidament en un nen prodigi que va guanyar el seu primer torneig infantil als sis anys al seu camp de golf a l’East Lake Golf Club. El 1916, Jones va guanyar el seu primer gran esdeveniment de golf quan va reclamar el campionat inaugural d'aficionats de Geòrgia dirigit per la Georgia State Golf Association al Capital City Club, a Brookhaven, als 14 anys. La seva victòria en aquest esdeveniment el va situar per primera vegada en el punt de mira nacional. La victòria de Geòrgia Amateur va crida/anomenar l'atenció de l’Associació de Golf dels Estats Units que va atorgar a Jones la seva primera invitació a l’Aficionat dels EUA a Merion, prop de Filadèlfia. Jones va passar als quarts de final en la seva primera jugada a l'esdeveniment.

### Carrera
Va ser influenciat pel professional del club Stewart Maiden, natural de Carnoustie, Escòcia. Maiden va ser la professional de l’East Lake Golf Club de l’Atlanta Athletic Club, que també va entrenar Alexa Stirling, la tres vegades guanyadora de la US Women's Amateur, que era cinc anys més gran que Jones però també era un prodigi a East Lake. Jones també va rebre lliçons de golf de Willie Ogg quan era adolescent. Jones jugava sovint amb el seu pare, un jugador de golf expert. El jove Jones de vegades va lluitar contra el seu mateix temperament durant el curs, però més tard va controlar les seves emocions a mesura que va adquirir més experiència. Jones va fer una gira pels Estats Units durant la Primera Guerra Mundial de 1917 a 1918, jugant partits d'exhibició davant grans multituds, sovint amb Alexa Stirling i Perry Adair, per generar ingressos per a alleujar la guerra. Jugar davant d'aquest tipus de públic en aquests partits el va ajudar, ja que una mica més tard va passar a la competició nacional.
Jones va representar amb èxit els Estats Units per primera vegada, en dos partits guanyadors d'equips amateurs internacionals contra Canadà, el 1919 i el 1920, guanyant tres dels quatre possibles punts en jocs a quatre i individuals. El 1919 va viatjar a Hamilton Golf and Country Club, per a la seva primera acció competitiva seriosa fora dels EUA, mentre que el 1920, Engineers Country Club, a Roslyn, Long Island, va acollir els partits. Encara adolescent, era, amb diferència, el jugador més jove de la sèrie. Jones també va jugar a l’Open del Canadà de 1919 mentre es trobava a Hamilton, Ontario, amb un bon rendiment per quedar empatat al segon lloc, però a 16 tirs del guanyador J. Douglas Edgar. Edgar havia emigrat d'Anglaterra el 1919 per ocupar una feina de professional del club a Atlanta al Druid Hills Golf Club; Edgar va ser mentor i va jugar amb freqüència amb Jones de 1919 a 1921. Edgar va ser acreditat per Jones per ajudar a desenvolupar el seu joc de manera significativa.
Jones es va classificar per al seu primer US Open als 18 anys el 1920, i va ser emparellat amb el llegendari Harry Vardon durant les dues primeres rondes. Va guanyar el Southern Amateur tres vegades: 1917, 1920 i 1922. Jones va obtenir la seva llicenciatura en Enginyeria Mecànica per Georgia Tech el 1922 i va jugar a l'equip de golf universitari, anotant els quatre anys. Jones era membre de la fraternitat Sigma Alpha Epsilon, i la sala capitular de Georgia Phi de Georgia Tech rep el seu nom en el seu honor. Després va obtenir un AB en literatura anglesa a l'Harvard College el 1924, on va ser membre de l’Owl Club. El 1926 va ingressar a la Facultat de Dret de la Universitat d'Emory i es va convertir en membre de Phi Delta Phi. Després de només tres semestres va aprovar l’examen d'advocat de Geòrgia i posteriorment es va incorporar al despatx d'advocats del seu pare, Jones, Evins, Moore i Howell, (predecessor d’Alston &amp; Bird), a Atlanta, Geòrgia.

## Cinema

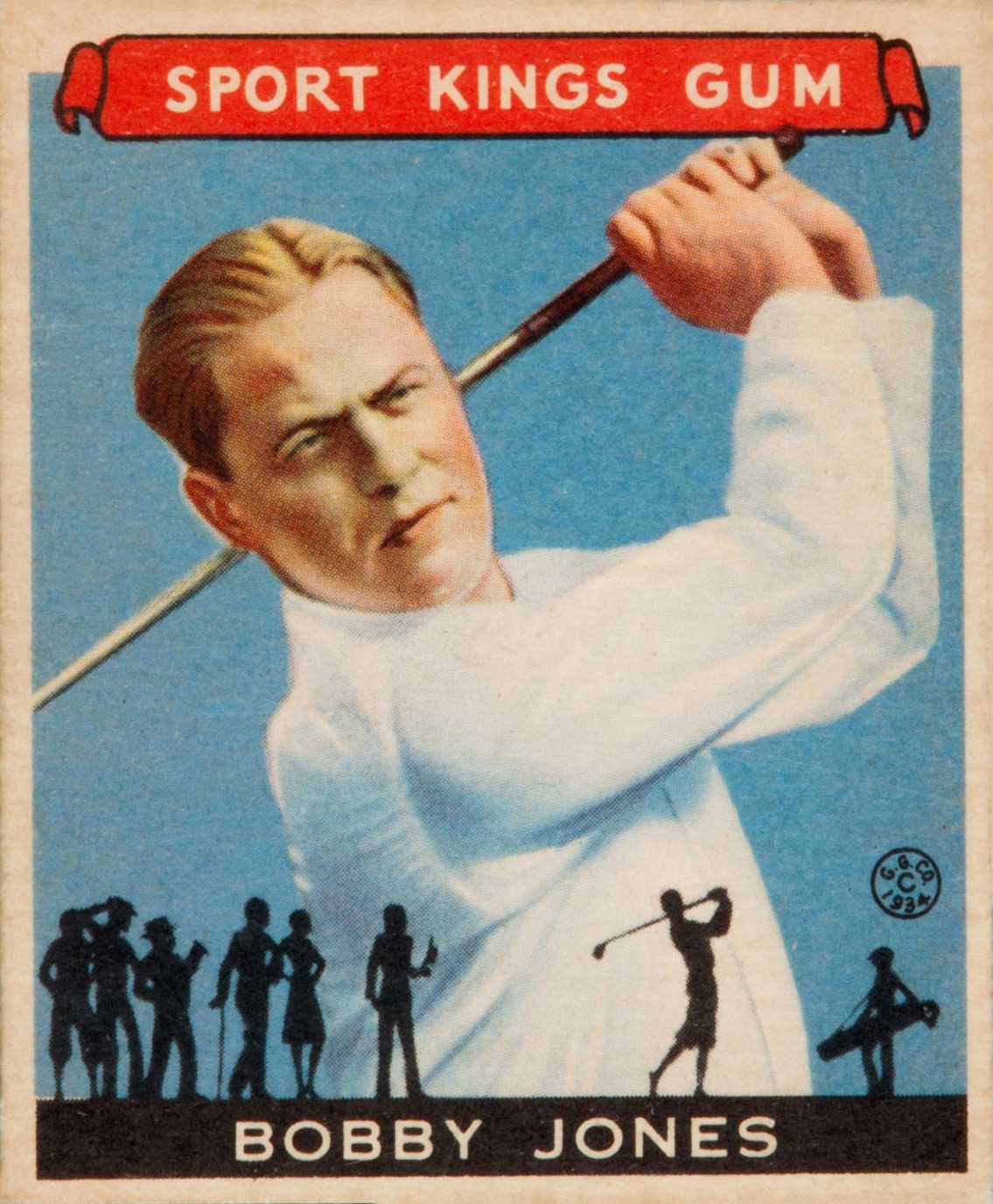
Targeta Goudey Sport Kings de 1933

Jones va aparèixer en una sèrie de curtmetratges d'instrucció produïts per Warner Brothers el 1931 titulats How I Play Golf, de Bobby Jones (12 pel·lícules) i el 1933 titulats How to Break 90 (sis pel·lícules). Els curts es van dissenyar per mostrar-se als cinemes al costat de llargmetratges, per la qual cosa els aspirants a golfistes del país poden rebre les instruccions de Jones pel preu d'una entrada de teatre. Jones va indicar en el moment de la realització de la sèrie de 1931 que les pel·lícules serien "dissenyades com a instructives" però no tan complicades que un no golfista no les pugui entendre.
Les pel·lícules van ser populars i Jones va renunciar al seu estatus d'aficionat mentre guanyava diners per contracte lucratiu per a aquesta empresa. Aquestes pel·lícules es van emmagatzemar i no van estar disponibles durant dècades, però seixanta anys més tard es va localitzar una còpia supervivent i es va posar en format de vídeo per a la seva conservació per Ely Callaway, un cosí llunyà de Jones. Els 18 curts es van conservar i publicar posteriorment en una col·lecció de DVD per Warner Archive el 6 de novembre de 2012. També s'emeten de tant en tant a Turner Classic Movies, normalment a l'espai entre funcions.
Actors i actrius, majoritàriament sota contracte amb Warner Brothers, però també d'altres estudis, es van oferir voluntaris per aparèixer en aquests 18 episodis. Alguns dels actors més coneguts que van aparèixer a les trames d'instrucció van incloure James Cagney, Joe E. Brown, Edward G. Robinson, WC Fields, Douglas Fairbanks, Jr., Richard Barthelmess, Richard Arlen, Guy Kibbee, Warner Oland i Loretta. Jove. Es van utilitzar uns quants escenaris que involucraven els actors per oferir una oportunitat perquè Jones transmetés una lliçó sobre una part concreta del joc. Els curts van ser dirigits pel prolífic George Marshall.

### Llista de títols dels curts
Com jugo al golf
- The Putter (26 d'abril de 1931, crítica del Film Daily)
- Xip Shots (26 d'abril)
- The Niblick (31 de maig)
- The Mashie Niblick (5 de juny)
- Planxes mitjanes (5 de juliol)
- The Big Irons (12 de juliol)
- La cullera (19 de juliol)
- The Brassie (1 d'agost)
- El conductor (30 d'agost)
- Trouble Shots (13 de setembre)
- Tirs d'entrenament (27 de setembre)
- Una ronda de golf (4 de setembre)

Com trencar 90
- The Grip (17 d'abril de 1933)
- Posició i backswing (15 de maig)
- Hip Action (20 de maig)
- Down Swing (The Downswing) (29 de maig)
- Impacte (15 de juliol)
- Fine Points (5 d'agost)

Jones va ser el tema del llargmetratge quasi biogràfic de 2004 Bobby Jones: A Stroke of Genius en què va ser interpretat per Jim Caviezel. La llegenda de Jones també es va utilitzar per crear un personatge secundari a The Legend of Bagger Vance l'any 2000, interpretat per Joel Gretsch, i l'esdeveniment on va crida/anomenar la seva pròpia pena s'utilitza per al protagonista fictici, Rannulph Junuh.

## Llibres

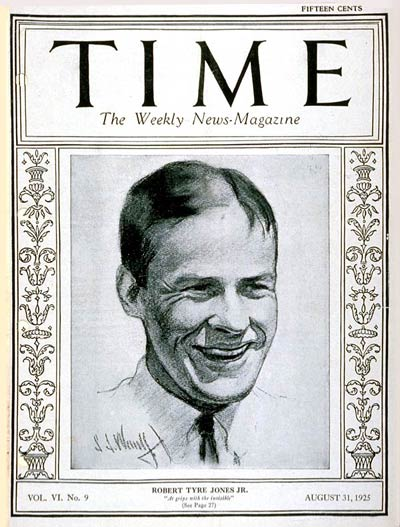
Time, 31 d'agost de 1925

Jones va ser autor de diversos llibres sobre golf com Down the Fairway with Oscar Bane OB Keeler (1927), The Rights and Wrongs of Golf (1933), Golf Is My Game (1959), Bobby Jones on Golf (1966) i Bobby Jones on the Basic Golf Swing (1968) amb l'il·lustrador Anthony Ravielli. L'edició limitada de 300 exemplars de Down the Fairway és considerada un dels llibres de golf més rars i buscats pels col·leccionistes. Per mantenir aquest llibre a l'abast dels golfistes, Herbert Warren Wind va incloure una reproducció de Down the Fairway a la seva Biblioteca de clàssics del golf.
Jones ha estat objecte d'uns quants llibres, sobretot The Bobby Jones Story i A Boy's Life of Bobby Jones, tots dos d'OB Keeler. Altres textos destacats són The Life and Times of Bobby Jones: Portrait of a Gentleman de Sidney L. Matthew, The Greatest Player Who Never Lived de J. Michael Veron i Triumphant Journey: The Saga of Bobby Jones and the Grand Slam of Golf de Richard Miller. Publicat el 2006, The Grand Slam de Mark Frost ha rebut molta nota com a evocador de la vida i els temps de Jones.
L'any 1934 Agatha Christie va escriure la novel·la policial Why didn't they ask Evans? L'heroi de la novel·la es deia Bobby Jones i el llibre comença amb una escena en què juga força malament al golf.

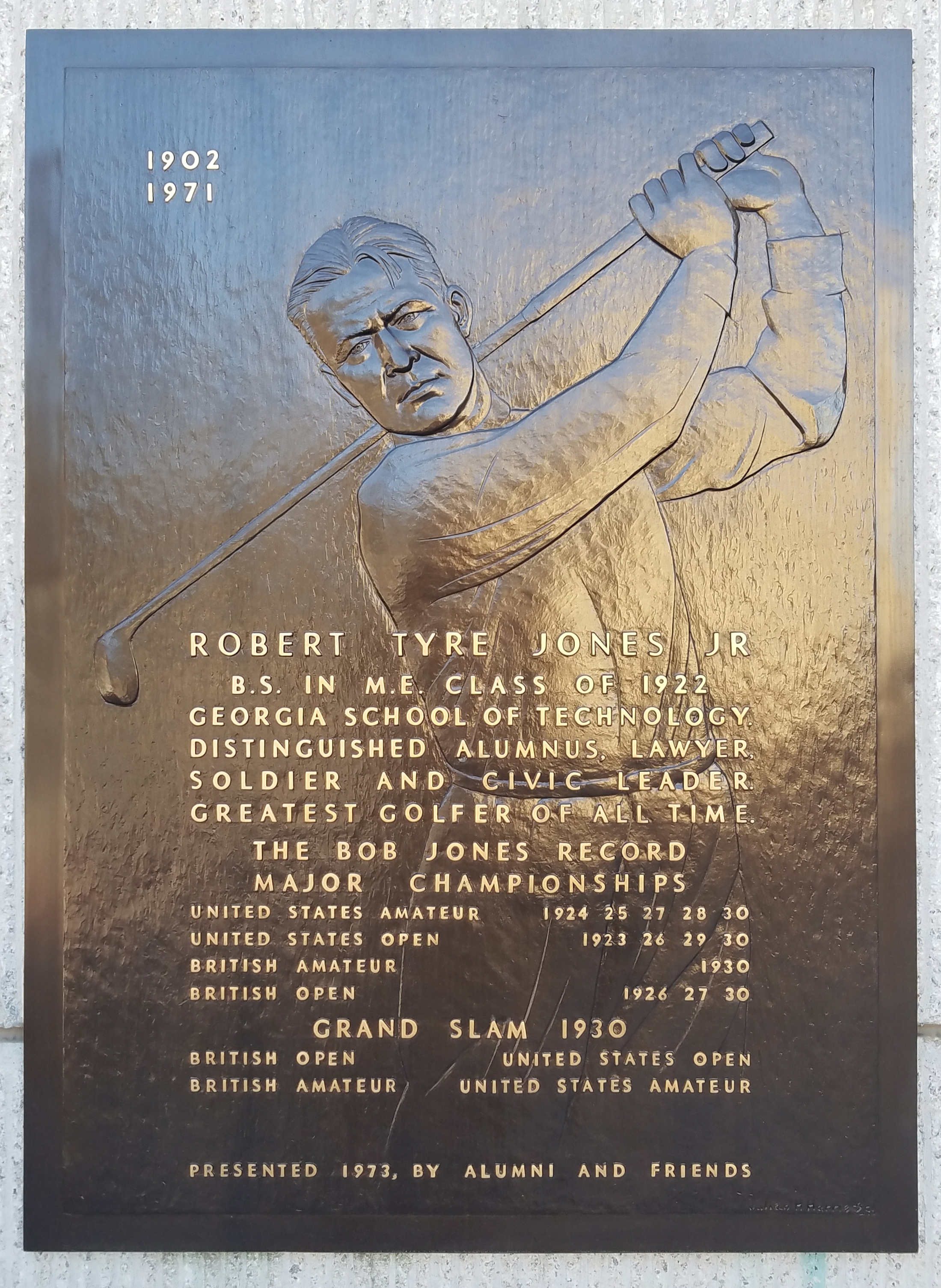
Placa a Georgia Tech en honor a Jones

## Honors
- Jones va ser a la portada de la revista Time el 31 d'agost de 1925.
- El 1930, va rebre el primer premi James E. Sullivan, atorgat anualment per la Amateur Athletic Union (AAU) a l'atleta amateur més destacat dels Estats Units.[14]
- El 1981, el servei postal dels EUA va emetre un segell de 18 cèntims en commemoració de Jones.[15]
- Jones és considerat un dels cinc gegants de l'escena esportiva estatunidenca de la dècada del 1920, juntament amb Babe Ruth de beisbol, Jack Dempsey de boxa, Red Grange de futbol i el tenista Bill Tilden.[16][17][18]
- És l'única figura de l'esport que va rebre dues desfilades de cintes a la ciutat de Nova York, la primera el 1926 i la segona el 1930.
- Jones és commemorat amb una estàtua a Augusta, Geòrgia, als jardins del golf[19]
- L’autopista Bobby Jones Expressway, també coneguda com a Interstate 520, porta el seu nom.[20]
- La sala capitular de Georgia Phi de Georgia Tech rep el seu nom en el seu honor.
- Jones va ser inclòs al Saló de la Fama del Golf Mundial el 1974.[21]
- Una sala especial està dedicada a la vida i els èxits de Jones al Museu de l'Associació de Golf dels Estats Units i al Centre Arnold Palmer d'Història del Golf a Far Hills, Nova Jersey.
- El premi a l'esportivitat de la USGA rep el nom de Bob Jones Award en el seu honor.
- El 1966, la junta directiva i els membres d'Augusta National van aprovar una resolució nomenant Jones President a Perpetuïtat.[22]
- Va ser inclòs al Saló de la Fama de l'Esport de Geòrgia el 1964.[23]

## Personal

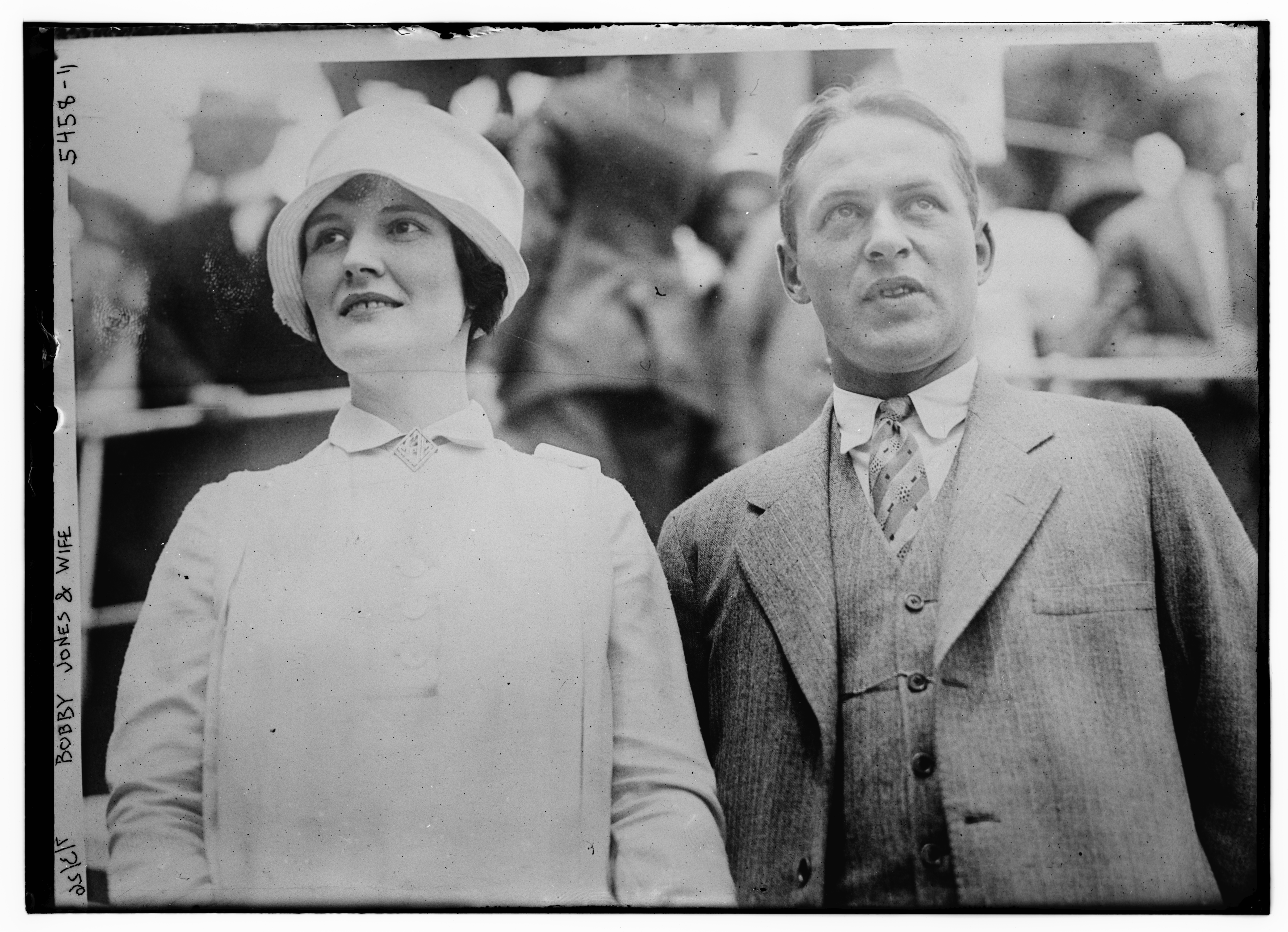
Mary i Bobby Jones

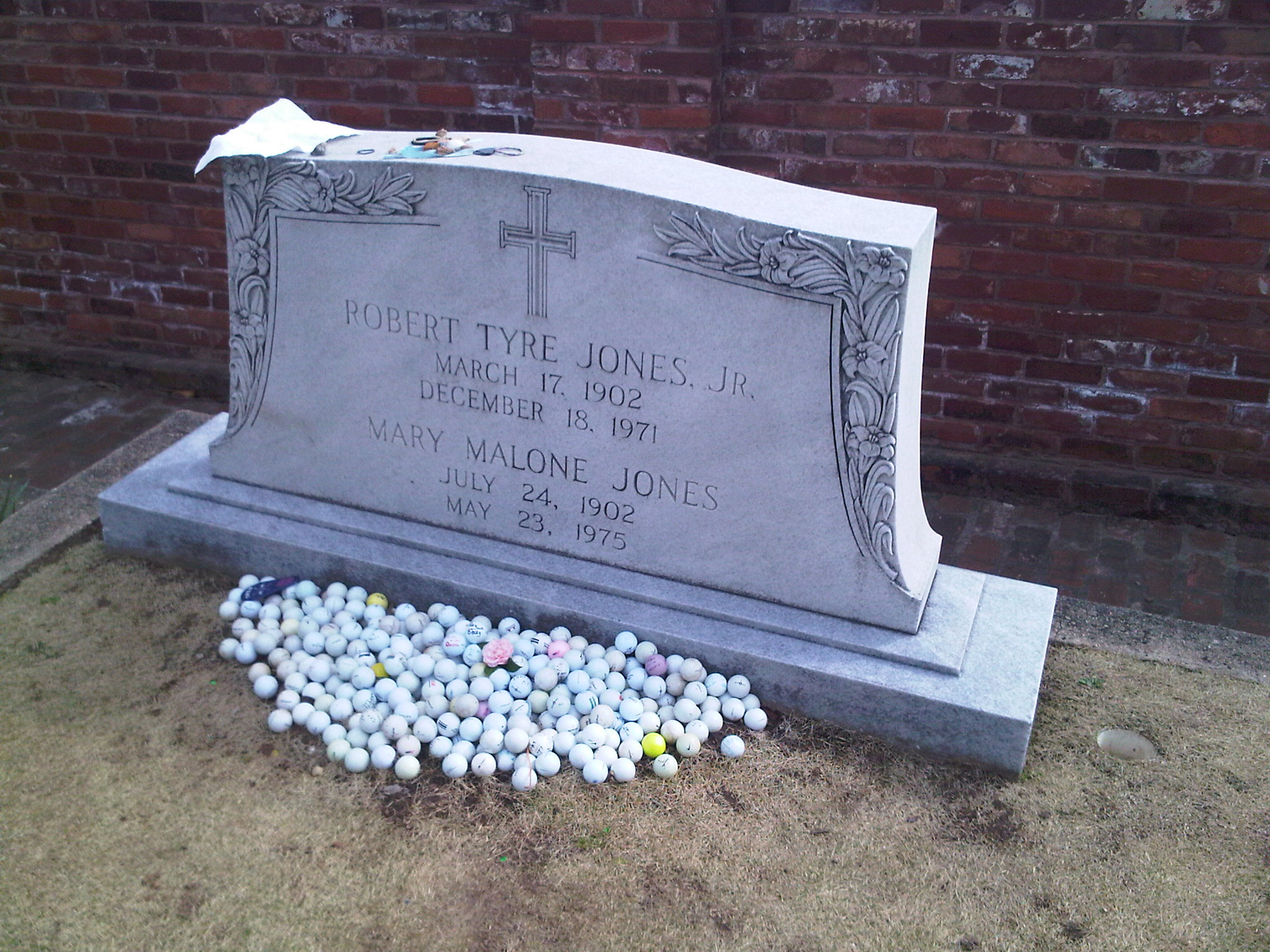
La tomba de Jones al cementiri d'Oakland d'Atlanta, amb putting green, pilotes de golf i records

Jones es va casar amb Mary Rice Malone el 1924, a qui va conèixer el 1919 quan era estudiant de primer any a Georgia Tech. Van tenir tres fills: Clara Malone, Robert Tire III (1926-1973) i Mary Ellen (1931-1977).
Quan es va retirar del golf als 28 anys, es va concentrar en la seva pràctica legal d'Atlanta.
Durant la Segona Guerra Mundial, Jones va servir com a oficial al Cos Aeri de l’Exèrcit dels EUA. Els seus superiors volien que jugués al golf d'exhibició als Estats Units, però Jones insistia a servir a l'estranger. El 1943 va ser ascendit a major i va ser format com a oficial d'intel·ligència, servint a Anglaterra amb la 84th Fighter Wing, que formava part de la Novena Força Aèria. Mentre estava a Anglaterra, va conèixer el general Dwight D. Eisenhower. Desembarcant a Normandia el 7 de juny de 1944, Jones va passar dos mesos amb una divisió de primera línia com a interrogador de presoners de guerra, assolint el grau de tinent coronel. Durant la guerra, Jones va permetre a l'exèrcit estatunidenc pasturar bestiar als terrenys d'Augusta National.
L'any 1948, a Jones se li va diagnosticar siringomielia, una cavitat plena de líquid a la medul·la espinal que provoca un dolor paralitzant i després paràlisi; finalment es va restringir a una cadira de rodes. Va morir a Atlanta el 18 de desembre de 1971, tres dies després de convertir-se al catolicisme. Jones va ser batejat al seu llit de mort per Monsenyor John D. Stapleton, rector de la Catedral de Crist Rei d'Atlanta, i amb la presència de la família Jones va ser enterrat a l'històric cementiri d'Oakland d'Atlanta.
La seva vídua Mary va morir menys de quatre anys després, el 1975, als 72 anys, després de la mort del seu fill, Robert T. Jones III, d'un atac de cor el 1973 als 47 anys.
Fundada el 2013, Jones Global Sports dissenya, desenvolupa i ven roba, accessoris i equips de golf. La companyia té un acord de llicència exclusiu a tot el món amb la família de Bobby Jones (coneguda com Jonesheirs, Inc.) per a l'ús del nom de Bobby Jones.
El 2019, la família de Bobby Jones es va associar amb la Fundació Chiari & Syringomyelia per formar la Fundació Bobby Jones Chiari & Syringomyelia (Bobby Jones CSF), una organització sense ànim de lucre que treballa per conscienciar sobre la malformació de Chiari i la siringomièlia i per buscar una cura. El torneig de golf Bobby Jones Classic és una recaptació de fons anual que dóna suport als esforços de recerca i educació.